# Inter arma silent leges
Inter arma silent leges лат. (изговор: интер арма силент легес). Међу оружјем ћуте закони. (Цицерон)

## Поријекло изреке
Изрекао  римски државник, књижевник и  говорник Цицерон у првом вијеку п. н. е.

## Значење
Рат по дефиницији подразумијева одузимање живота и добара! Он је насилан, а насилништво не подразумијева правила па ни правила ратовања.  Зато у рату нема закона. У рату је сирова сила јачега. Ма како међународна заједница, у прошлости мање, а касније све више, уређивала правила ратовања, она никада нису у цијелости поштована. Кршења ратних правила и њихове посљедице спадају у  најнељудскијa дјела  против човјечности.